# Mårup Kirke
Mårup Kirke var en kirke i Mårup Sogn i Hjørring Kommune. Kirken lå på Lønstrup Klint, en ca. 15 km lang kystskrænt mellem Lønstrup og Løkken. Den blev opført cirka 1202.
Den 24. marts 2008 blev kirken brugt for sidste gang til gudstjeneste i forbindelse med gudstjenesten 2. påskedag
Mårup Kirke blev i 1987 anvendt som lokation under optagelserne til Gabriel Axels Oscar-belønnede film Babettes gæstebud, baseret på Karen Blixens fortælling af samme navn.
Skibsankeret foran kirken stammer fra den britisk fregat "The Crescent", som på vej til Gøteborg med forsyninger til den britiske flåde forliste ud for Maarup den 6. december 1808. Ved forliset døde 226 besætningsmedlemmer, og de blev alle begravet i en fællesgrav på kirkegården. Syv officerer og 55 matroser overlevede.
Foruden "The Crescent" forliste to andre britiske skibe – "St. George" og "Defence" – længere nede langs vestkysten nogle år senere. Det britiske marineministerium opsatte derfor i 1895 en mindetavle i Maarup Kirke over de tre forliste skibe.
Da Lønstrup Kirke var blevet opført i 1928, ophørte Mårup Kirke med at blive brugt som sognekirke. Den blev herefter vedligeholdt som fredet minde af Naturstyrelsen. Havet åd sig dog ind i klinten og kom derved gradvis tættere på kirken, hvilket skabte frygt for at kirken ville styrte i havet fra den 70 meter høje klint.
Efter flere års diskussioner om kirkens skæbne og forsøg på at sikre kirken besluttede kirkens ejer, Naturstyrelsen, 27. november 2007 en trinvis nedtagning af kirken. I 2008 fjernede man kirkens blytag og det øverste af murene. I løbet af de næste år blev kirken nedtaget under overvågning af eksperter fra Nationalmuseet, og den sidste sten fra kirkens fundament blev fjernet 18. september 2015. 
I de første år af nedtagelsen blev alt materiale fra kirken gemt og opbevaret i en lagerbygning i Hjørring med henblik på at donere materialet til en evt. genopførelse på et sikkert sted, såfremt lokale velgørere ville finansiere et sådant projekt.
I efteråret 2015 fandt man en barnegrav under alteret, efter kirken var blevet helt fjernet. Arkæologer betragtede fundet som spændende, da det ikke er normalt at finde børn begravet under alteret. Det har sandsynligvis været et barn af en rig familie.

## Andre billeder
- Mårup kirke med vindblæst natur.
- Mårup kirke med ankeret fra forlist engelsk fregat "The Crescent".
- Nærbillede af gravstenen under ankeret.
- Mårup Kirke tæt på skrænten.
- Mårup kirke, set fra nord, 2009.
- En stenvarde til minde om Christian 9.s besøg ved Mårup Kirke d. 17. august 1871.
- Mårup Kirke i 1989 (i baggrunden Rubjerg Knude fyr), malet af den tyske maler Michael Otto

## Eksterne kilder og henvisninger
- Wikimedia Commons har flere filer relateret til Mårup Kirke
- Maarup Kirkes Venner Arkiveret 5. september 2008 hos  Wayback Machine
- Mårup Kirke venter på havet, Billedserie fra Politiken, december 2008
- Mårup Kirke hos KortTilKirken.dk
- Første fase af nedtagningen, Billedserie af Bent Nielsen i Kristeligt Dagblad
- Den døende kirke, tekst og foto reportage 2012 af Bent Nielsen i Ældre Sagen NU, fra side 30 Arkiveret 4. marts 2016 hos  Wayback Machine
- Mårup Kirke Arkiveret 28. oktober 2020 hos  Wayback Machine på nst.dk